# Eurycletodes echinatus
Eurycletodes echinatus är en kräftdjursart som beskrevs av Lang 1936. Eurycletodes echinatus ingår i släktet Eurycletodes och familjen Argestidae. Inga underarter finns listade i Catalogue of Life.